# Orden del Coraje
La Orden del Coraje (en ruso: Орден Мужества, romanizado: Orden Muzhestva) es una condecoración estatal de la Federación de Rusia,  destinada a reconocer actos de valor y coraje desinteresados. Fue establecida por primera vez el 2 de marzo de 1994 por el Decreto Presidencial n.º 442. Su estatuto fue reformado en tres ocasiones, primero el 6 de enero de 1999 por Decreto Presidencial n.º 19, nuevamente el 7 de septiembre de 2010 por Decreto Presidencial n.º 1099, y finalmente el 16 de diciembre de 2011 por Decreto Presidencial n.º 1631. La Orden del Valor reemplazó nominalmente a la condecoración soviética Orden al Coraje Personal en el sistema de premios ruso posterior al colapso de la URSS.

## Estatuto de concesión
De acuerdo con el estatuto de concesión de la medalla, aprobado por el Decreto del Presidente de la Federación de Rusia del 7 de septiembre de 2010 N.º 1099 «Sobre las medidas para mejorar el sistema estatal de premios de la Federación de Rusia» (modificado por el Decreto N.º 665 del 19 de noviembre de 2021), los ciudadanos de la Federación de Rusia reciben la Orden del Coraje: por actos de coraje y valentía en la protección del orden público, en la lucha contra el crimen, en el rescate de personas en situaciones de emergencia, así como por acciones valientes y decisivas cometidas en el desempeño de funciones militares, civiles u oficiales en condiciones que impliquen riesgo para la vida.
El estatuto de la orden también establece que los premios pueden otorgarse a ciudadanos de estados extranjeros, «que hayan demostrado dedicación, coraje y valentía en el rescate de ciudadanos de la Federación de Rusia en situaciones de emergencia».
De acuerdo con el estatuto, se puede otorgar la orden a título póstumo. Una persona galardonada con tres órdenes de Coraje, cuando «realice otra hazaña u otro acto valiente y desinteresado» puede presentarse al título de Héroe de la Federación de Rusia.
La insignia de la orden se lleva en el lado izquierdo del pecho y, en presencia de otras órdenes de la Federación de Rusia, se coloca justo después de la insignia de la Orden de Najímov. El estatuto permite el uso de una copia en miniatura de la insignia de la orden para ocasiones especiales y posible uso diario en ropa de civil; esta copia en miniatura se coloca justo después de la copia en miniatura de la insignia de la Orden de Najímov.
Cuando se usa en el uniforme, la cinta de la Orden en la tapeta se ubica después de la cinta de la Orden de Najímov. En la ropa de civil se coloca la cinta en forma de rosetón, que se ubica en el lado izquierdo del pecho.

## Descripción

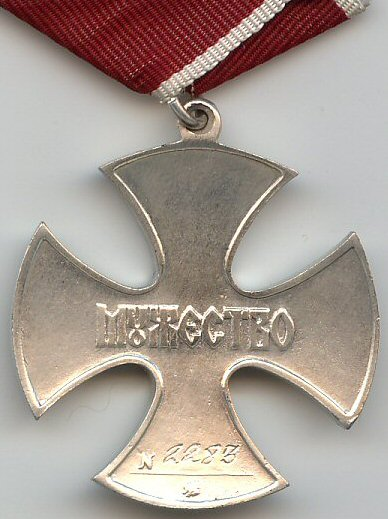
Reverso de la Orden del Coraje

La Orden del Coraje es una cruz de plata patada de 40 mm de ancho con extremos redondeados. El borde exterior del anverso y el reverso están grabados. En el centro del anverso se encuentra el emblema estatal de la Federación de Rusia. En el anverso, hay una serie de rayos en relieve que se extienden hacia afuera desde el centro hasta el borde exterior en cada uno de los cuatro brazos de la cruz. En el centro del reverso, se puede observar la inscripción en relieve en cirílico estilizado «МУЖЕСТВО» ("CORAJE"). En el reverso de la cruceta inferior, una «N» en relieve y una línea horizontal reservada para el número de serie del premio, debajo de la línea, la marca del fabricante.
La medalla está conectada con un ojal y un anillo a un bloque pentagonal cubierto con una cinta de muaré de seda roja con rayas blancas en los bordes. El ancho de la cinta es de 24 mm y el ancho de las tiras es de 2 mm.
En el bloque se usa una copia en miniatura de la insignia. La distancia entre los extremos de la cruz es de 15,4 mm, la altura del bloque desde la parte superior de la esquina inferior hasta la mitad del lado superior es de 19,2 mm, la longitud del lado superior es de 10 mm, la longitud de cada uno de los lados es de 16 mm y la longitud de cada uno de los lados que forman la esquina inferior es de 10 milímetros.
Cuando se usa la cinta de la orden en el uniforme, se lleva una barra de 8 mm de alto, el ancho de la cinta es de 24 mm. Una imagen en miniatura de la insignia de la orden hecha de metal plateado está unida a la cinta de la orden en forma de roseta. La distancia entre los extremos de la cruz es de 13 milímetros. El diámetro de la salida es de 15 milímetros.

## Galardonados

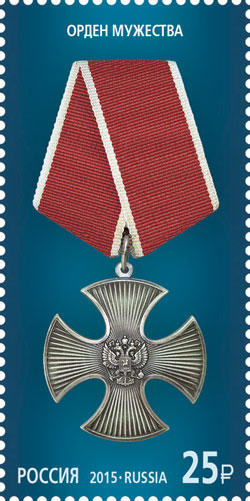
La Orden del Coraje en un sello de correos ruso de 2015

Como se señala en la publicación Kommersant Vlast, la Orden del Valor se considera «la orden más masiva de la Rusia moderna»; según la publicación, en 2014 el número de adjudicatarios superó los 80.000. Según diversas fuentes, el número total de personas galardonadas con la Orden del Valor supera los 100.000.
La legislación de la Federación Rusa no proporciona beneficios especiales para los titulares de la Orden del Valor. Los militares galardonados con esta orden, al ser despedidos del ejército tienen derecho a una asignación única de dos salarios.
La primera entrega de la orden se realizó el 11 de noviembre de 1994. Por decreto del entonces presidente de Rusia, Borís Yeltsin, por el coraje y la valentía demostrados al rescatar a personas del barco a motor Yakhroma en peligro en el Mar de Barents, los empleados del Escuadrón de Aviación Unida Naryan-Mar de la Administración Regional de Transporte Aéreo de Arcángel fueron premiados: Comandante Adjunto del Escuadrón de Vuelo Valeri Evgenievich Ostapchuk y Comandante de helicóptero Valeri Pavlovich Afanasiev.
La gran mayoría de los galardonados con esta orden son participantes en las hostilidades en el Cáucaso del Norte. Así por ejemplo, durante el asalto a Grozni en enero de 1995, todos los militares muertos y heridos fueron presentados automáticamente para recibir la orden, independientemente de su mérito militar.